# Lijst van kanseliers van het hertogdom Brabant
De kanselier van Brabant was de hoogste beambte van het hertogdom Brabant. De functie werd gecreëerd begin 15e eeuw en groeide uit tot een soort eerste ministerschap. 
Voorlopers waren er onder het beleid van Johanna van Brabant, in de periode dat ze reeds weduwe was van Wencelijn. De functie ontwikkelde zich verder onder Anton van Bourgondië, in de 15e eeuw. Onder diens bewind was Pieter van Camdonc de eerste met de titel "kanselier van Brabant", maar na zijn dood in 1412 werd om onduidelijke redenen geen opvolger benoemd. Kanselierachtige taken werden waargenomen door de prelaat Cornelius Proper. De Blijde Inkomst van hertog Filips van Sint-Pol gaf het kanselierschap in 1427 een constitutionele basis, met als voornaamste taken het voorzitten van de hertogelijke raad en het optreden als zegelbewaarder.
De kanselier legde, samen met zijn raadsheren en de officier, de eed af voor de Staten van Brabant. In Brabant was de kanselier de enige oppervoorzitter van de Raad. Hij overhandigde aan de grote kanselarij smeekbrieven in verband met criminele zaken. Hij had een zegel dat hij moest aanbrengen op het merendeel van de officiële akten, voorbestemd om in Brabant uitgevoerd te worden. Hij had de voorname taak van het bewaren van dit zegel van Brabant. Het werd aangebracht op alle edicten die betrekking hadden op het hertogdom. Deze edicten waren in overeenstemming met de principes van de Blijde Inkomst.
Hieronder volgt een lijst van kanseliers van het hertogdom Brabant:
- Pieter van Camdonc (1407-1412)	- na zijn dood in 1412 niet opgevolgd
- Jan de Bont (1426-1429) - uit het ambt ontzet nadat hij het hertogelijk zegel had ontvreemd
- Gilain de Sart (1429-1431)
- Jan de Bont (1431-1445)
- Goswin van der Ryt (1445-1463) - ook genaamd Gossin de le Rijt alias de Costere
- Jean l'Orfèvre (1463-1467) - in 1467 schafte Karel de Stoute het kanselierschap af en maakte hij de Raad van Brabant ondergeschikt aan het Parlement van Mechelen
  - Jan de Groote (1467-1469), voorzitter van de Raad van Brabant - ook genaamd Joannes Magnus
  - Jean l'Orfèvre (1469-1476), voorzitter van de Raad van Brabant
- Geldolf van der Noot (1477-1481)
- Jan de la Bouverie	(1481-1483)
- Karel de Groote (1483-1486)
- Jan van Houtem (1486-1499)
- Godfried Raes (1499)
- Willem de Stradio (1499-1504)
- Lodewijk Roelants (1504)
- Jan van der Vorst	(1504-1509)
- Jan le Sauvage	(1510-1514)
- Jeroen van der Noot (1514-1531)
- Adolf van der Noot	(1531-1540)
- Engelbert van den Daele (1540-1556)
- Jan Scheyfve (1557-1579)
- Dirk van Liesvelt (1579-1585) - kanselier van de staatse Raad van Brabant, pas effectief in functie vanaf 1581
  - Desideer van t'Sestich (1580-1585) - kanselier van de koningsgezinde Raad van Brabant in Leuven - ook genaamd Sexagesius
- Nicolaas Damant (1585-1616)
- Pieter Peck de Jonge (1616-1625)
- Ferdinand van Boisschot (1626-1649)
- Frans I van Kinschot (1649-1651)
- Robert van Asseliers (1652-1661)
- Filips Willem van Steenhuys (1663-1668) - verlaat in functie getreden door contestatie van zijn nationaliteit
- Simon de Fierlant (1668-1686)
- Jan Antoon Locquet (1686-1687)
- Jan-Baptist Christyn (I) (1687-1690)
- Guillaume-Philippe de Herzelles (1691-1698)
- Willem Albert van Grysperre (1699-1725)
- Honorius Hendrik d'Eesbeecke alias van der Haeghen (1725-1739)
- Jan Daniël Antoon Schockaert (1739-1746), gevlucht voor de Fransen
  - Filips van der Eycken (1746-1747), waarnemend (hij was formeel vice-kanselier benoemd door de Fransen)
- Lodewijk Frans de Robiano (1756-1763)
- Gillis Frans Streithagen (1763-1769)
- Joseph de Crumpipen (1769-1794)
  - Balthazar de Villegas d'Estaimbourg (1790), waarnemend (onder de Verenigde Nederlandse Staten)
- Pierre Dominique Antoine van Velde (1794) - benoemd in augustus 1793, eed afgelegd in januari 1794, maar door weerstand niet werkelijk in functie getreden
- Gaspard Jozef Ferdinand de Limpens	(1794-1795)